# Marcel Baltazard
Marcel Baltazard, né le 13 février 1908 à Verdun et mort le 1er septembre 1971 à Paris 7e, est un médecin et biologiste français, ancien directeur de l'institut Pasteur d'Iran et chef du département d'épidémiologie à l'Institut Pasteur de Paris, connu pour ses travaux sur les recherches épidémiologiques.

## Carrière
Après des études secondaires effectuées à Verdun, Marcel Baltazard, dit « Balta », prépare son SPCN (certificat d'études supérieures de Sciences portant sur la Physique, la Chimie et l'histoire Naturelle, première année commune aux études scientifiques), et obtient son diplôme en 1925. Dès 1928, un camarade, Camille Desportes, lui suggère de le rejoindre dans le laboratoire de parasitologie d'Émile Brumpt à la faculté de médecine de Paris. Il y devient aide-préparateur en 1931.  Pendant ces années parisiennes, il fait notamment la connaissance de Pierre Bourgeois, qui fera carrière dans l'industrie phonographique. Les deux hommes resteront amis toute leur vie.
Au début de 1932, Georges Blanc, directeur du nouvel Institut Pasteur de Casablanca cherche un jeune collaborateur, formé à la parasitologie chez son ami E. Brumpt, ce sera Baltazard, invité à venir préparer sa thèse sur le foyer de bilharziose de Marrakech. Docteur en médecine en 1932, Balta soutient sa thèse Contribution à l'étude de la bilharziose vésicale au Maroc  (prix de l'Académie de médecine) et effectue un stage à l'Institut Pasteur de Tunis auprès de Charles Nicolle.
De décembre 1932 à mai 1933, Marcel Baltazard revient au laboratoire de parasitologie de la faculté de médecine de Paris où il étudie la fièvre pourprée des montagnes rocheuses et perfectionne sa technique microbiologique dans le laboratoire de René Legroux, à l'Institut Pasteur.
Il rejoint ensuite Georges Blanc à l'Institut Pasteur de Casablanca, mène des recherches sur la transmission du typhus, du sodoku, du spirochète, de la fièvre récurrente. Pour ces travaux, il obtient le prix Desportes de l'Académie de médecine en 1935.
En 1937, Marcel Baltazard élabore, avec Georges Blanc, un nouveau vaccin contre le typhus à partir des déjections de puces infectées à partir de germes du typhus murin.
Mobilisé sur sa demande en 1942, il participe comme médecin-chef du 1er groupe de Tabors-Goums marocains, aux campagnes d'Italie, de France et d'Allemagne.
De retour au Maroc en 1945, puis envoyé par René Legroux en mission temporaire à l'institut Pasteur d'Iran, il y prépare, avec le gouvernement iranien, un nouveau contrat (rénovation totale de l'Institut Pasteur de Téhéran) que viennent signer, au nom de l'Institut Pasteur de Paris, Louis Pasteur Vallery-Radot, René Legroux et Antoine Lacassagne.
À partir de 1946, Balta est directeur de l'Institut Pasteur d'Iran, dont il remodèle les structures scientifiques. Il y organise des campagnes nationales de vaccinations de masse contre la variole et la tuberculose (cette dernière avec l'aide de l'Organisation mondiale de la santé et de l'UNICEF), crée un centre agricole destiné à la réhabilitation sociale des lépreux et collabore avec les instituts de recherche français, américains et soviétiques.
En 1947, il étudie une épidémie de peste survenue en milieu rural au Kurdistan, malgré l'absence totale de rats sur ces hauts plateaux. Les recherches montrent la permanence de l'infection dans ces foyers et le rôle, dans cette permanence, de la présence de rongeurs présentant une forte résistance à l'infection. Il en conclut qu'il faut rechercher le réservoir vrai de la peste, non plus parmi les espèces sensibles éliminées par l'infection, mais parmi les espèces semi-résistantes qui y survivent (gerbilles, mériones). Pour faire la preuve de cette théorie, l'Organisation mondiale de la santé monte une campagne de recherches, à laquelle l'Institut Pasteur d'Iran est associé. Cette campagne dure 16 ans : quadrillage d'une zone d'observation, localisation des terriers sur photographies aériennes, capture de rongeurs, épucés, marqués et relâchés dans la nature, puces broyées, ensemencées, inoculées en laboratoire. En 1963, Baltazard présente ces recherches à Paris : la peste est aussi tellurique, elle se conserve dans la terre des terriers pour se transmettre aux rongeurs.
L'année 1950 voit Balta devenir membre du Comité d'experts de la rage de l'OMS. À ce titre, il participe à la mise sur pied d'un programme d'essais d'un nouveau sérum antirabique, purifié et concentré - dit hyperimmun - produit aux États-Unis. Ces travaux, effectués sur le foyer iranien de rage du loup, permet de fixer un nouveau mode d'utilisation du sérum antirabique.
Il obtient le prix Bellion de l'Académie des sciences en 1954. Il est, en 1956, membre du Comité d'experts de la peste de l'OMS.
En 1958, Marcel Baltazard remet la direction de l'Institut Pasteur d'Iran à un collaborateur iranien, Mehdi Ghodssi, dont il demeure le conseiller jusqu'en 1966. Il est élu membre correspondant de l'Académie de médecine de Paris en 1961.
L'année 1966 est celle du retour à l'Institut Pasteur de Paris. Sans locaux, ni matériel pendant deux ans, il continue d'animer à distance les recherches poursuivies par son équipe iranienne en collaboration avec l'OMS et en liaison avec des chercheurs russes et américains, peste au Brésil, choléra en Afghanistan.
En 1968, il devient chef du nouveau service d'épidémiologie des maladies transmissibles, voué à une double activité de recherche et d'enseignement. Il structure l'enseignement de l'épidémiologie, ouvert aux nouvelles disciplines telles que l'informatique, et poursuit les programmes de recherches antérieurement mis en place au Brésil, au Pérou, en Birmanie et en Mauritanie.
Marcel Baltazard s'éteint le 1er septembre 1971 dans le 7e arrondissement de Paris, trois mois avant sa mort, il était encore sur le terrain à traquer la peste en capturant des rongeurs en Mauritanie.

## Vie personnelle
Marcel Baltazard est le beau-frère du photographe français Jean Mainbourg.

## Autres mandats
- Membre du Comité d'experts de la rage de l'OMS (1950-1957).
- Membre du Comité d'experts de la peste de l'OMS (1956).
- Membre correspondant de l'Académie nationale de médecine (1961).

## Publications
Marcel Baltazard est l'auteur de plus de 280 publications de 1932 à 1971 (liste complète dans la rubrique liens externes), dont beaucoup sont des études de terrain (épidémiologie de pleine nature).
Collaborations
- P. Aslani, P. Atanasiu, M. Bahmanyar, J. K. Bhatnagar, G. Blanc, A. Boué, E.-R. Brygoo, W. Burgdorfer, A. Chabaud, M. Chamsa, D. H. S. Davis, R. Devignat, A. Dodin, M. Eftékhari, M. Fathi, J. P. Fox, C. Gajdusek, M. Ghodssi, G. Girard, M. A. Gohar, K. Habel, A. Habibi, M. M. Kaplan, Y. Karimi, L. Kartman, R. E. Kissling, A. Komarov, H. Koprowski, P. Lépine, L.A. Martin, K. F. Meyer, A. Minou, C. Mofidi, H. H. Mollaret, P. Mostachfi, R. Neel, M. T. Parker, F. Perez-Gallardo, R. Pollitzer, R. Pournaki, F. M. Prince, S. F. Quan, E. Rouzbehi, A. Sabeti, C. Safavi, M. Schaeffer.

## Diplômes
- Physique-Chimie-Sciences naturelles (1925).
- Doctorat de médecine (1932).
- Diplôme de l'Institut de médecine coloniale (1932).

## Distinctions
Décorations
France
- Chevalier de la Légion d'honneur (1954)
- Croix de guerre 1939–1945
- Médaille d'honneur des épidémies, échelon vermeil (1934)

Autres pays
- Conspicuous Gallantry Medal (1944), Royaume-Uni
- Grand officier de l'Ordre du Homayoun, Iran
- Commandeur de l'Ordre du Mérite national, Mauritanie
- Officier de l'ordre du Ouissam alaouite, Maroc

Prix
- Lauréat de la Faculté de médecine de Paris, médaille d'argent (1933)
- Prix de l'Académie nationale de médecine pour sa thèse « Contribution à l'étude de la bilharziose vésicale au Maroc » (1933)
- Prix Desportes de l'Académie nationale de médecine (1935)
- Prix Bellion de l'Académie des sciences (1954)
- Prix Au service de la Pensée française de la Société française de philosophie (1956)
- Prix La Route du succès de la SIMEA Foundation (1960)